# Gibbs (Missouri)
Pour les articles homonymes, voir Gibbs.
Gibbs est un village du comté d'Adair, dans le Missouri, aux États-Unis,. Situé au sud-est du comté, il est incorporée en 1887.

## Démographie
Lors du recensement de 2010, la ville comptait une population de 107 habitants. Elle est estimée, en 2016, à 105 habitants.

## Source de la traduction
- (en) Cet article est partiellement ou en totalité issu de l’article de Wikipédia en anglais intitulé « Gibbs, Missouri » (voir la liste des auteurs).